# Dekanat Tuttlingen-Spaichingen
Das Dekanat Tuttlingen-Spaichingen ist das höchstgelegene von 25 Dekanaten in der römisch-katholischen Diözese Rottenburg-Stuttgart. Der Sitz des Dekanats befindet sich in Tuttlingen. Das Gebiet umfasst im Wesentlichen die Teile des Landkreises Tuttlingen, die bis 1945 zum Land Württemberg gehörten.

## Gliederung
Das Dekanat wurde am 1. Mai 2006 aus den ehemaligen Dekanaten Tuttlingen und Spaichingen gegründet.
Die Leitung des Dekanats liegt beim Dekanatsrat, der aus Vertretern aller Kirchengemeinden und verschiedener Verbände sowie dem Dekan, seinem Stellvertreter und dem Rechnungsführer besteht. Außerdem gibt es noch einen Geschäftsführenden Ausschuss, der den Dekanatsrat vertritt und die laufenden Aufgaben wahrnimmt.
Die 8 Seelsorgeeinheiten (SE) sind:
- SE 1 Tuttlingen (Gemeinden: Tuttlingen St. Gallus, Tuttlingen Maria Königin, Nendingen St. Petrus und Jakobus maior, Kroatische Gemeinde Herz Jesu, Italienische Gemeinde S. Pio)

- SE 2 Konzenberg (Gemeinden: Wurmlingen St. Gallus, Rietheim-Weilheim St. Georg, Seitingen-Oberflacht Mariä Himmelfahrt mit Talheim)

- SE 3 Trossingen (Gemeinden: Trossingen St. Theresia vom Kinde Jesu mit Schura, Durchhausen Zu den heiligen Engeln, Gunningen St. Georg)

- SE 4 Donau-Heuberg (Gemeinden: Mühlheim St. Maria Magdalena mit Neuhausen ob Eck, Fridingen St. Martinus, Irndorf St. Peter, Kolbingen Erlöser Jesus Christus, Renquishausen St. Stephanus, Stetten St. Nikolaus)

- SE 5 Am Dreifaltigkeitsberg (Gemeinden: Spaichingen St. Petrus und Paulus mit Hausen ob Verena, Balgheim Mariä Himmelfahrt, Dürbheim St. Petrus und Paulus)

- SE 6 Klippeneck-Primtal (Gemeinden: Denkingen St. Michael, Aixheim St. Georg, Aldingen St. Marien, Frittlingen St. Hippolyt und Kassian)

- SE 7 Oberer Heuberg (Gemeinden: Böttingen St. Martinus, Bubsheim St. Jakobus Maior, Egesheim Mariä Himmelfahrt, Königsheim St. Agatha, Mahlstetten St. Konrad, Reichenbach St. Nikolaus)

- SE 8 Lemberg (Gemeinden: Wehingen St. Ulrich, Deilingen-Delkhofen Christi Himmelfahrt, Gosheim Heilig Kreuz)

## Einrichtungen
Auf dem Gebiet des Dekanats gibt es unter anderem ein BDKJ-Jugendreferat, ein Altenwerk Dekanat Tuttlingen-Spaichingen und ein Katholische Erwachsenenbildung Bildungswerk Kreis Tuttlingen e. V., alle mit Sitz in Tuttlingen.